# North Yelm
North Yelm je obec v okrese Thurston v americkém státě Washington. Roku 2010 zde žilo 2 906, z nichž 85 % tvořili běloši, 3 % Asiaté a 2 % původní obyvatelé. 7 % obyvatelstva bylo hispánského původu. Rozloha obce činí 8,8 km² a obec patří do školního obvodu Yelm Community Schools.